# Nueva visita a un mundo feliz
Nueva visita a un mundo feliz es una recopilación de ensayos (publicados en la revista Newsday) sobre la novela Un mundo feliz (1932), de Aldous Huxley, en donde el mismo autor analiza veintiséis años después (1958) los contenidos tratados en su novela, verificando así sus aciertos y equívocos a la hora de contemplar la evolución de la civilización occidental durante dicho lapso. En dicha obra, hace muchas referencias a otra distopía, la novela 1984, de George Orwell.

## Contenido
Nueva visita a un mundo feliz lo conforman doce capítulos que inicialmente constituían una serie de ensayos publicados para la revista Newsday:
1. Exceso de población
2. Cantidad, calidad, moralidad
3. Exceso de organización
4. La propaganda en una sociedad democrática
5. Propaganda en una dictadura
6. El arte de vender
7. Lavado de cerebros
8. Persuasión química
9. Persuasión subconsciente
10. Hipnopedia
11. Educación para la libertad
12. ¿Qué puede hacerse?

En ellos replantea el cumplimiento de las predicciones más catastrofistas de la novela de 1932, haciendo hincapié en la premura de su actualización. Citando sus propias palabras:

En 1931, cuando escribí Un mundo feliz, estaba convencido de que se disponía todavía de muchísimo tiempo. La sociedad completamente organizada, el sistema científico de castas, la abolición del libre albedrío por el condicionamiento metódico, la servidumbre hecha aceptable mediante dosis regulares de bienestar químicamente inducido y las ortodoxias inculcadas en cursos nocturnos de enseñanza durante el sueño eran cosas que se veían venir, desde luego, pero no en mi tiempo, ni siquiera en el tiempo de mis nietos.
Aldous Huxley, Nueva visita a un mundo feliz 1958.

Expone por tanto la sorpresa en el acierto de sus más pesimistas predicciones. Constituye una extendida reflexión entre la eterna polarización de los totalitarismos y la libertad individual, y cómo esta última pierde vigencia ante una deshumanización paulatina y sin solución. Algo que prácticamente cincuenta años después seguiría rubricando Huxley sin demasiado optimismo. Y es que aun cuando apelara a la responsabilidad del individuo en la potenciación de su libertad, no estuvo muy seguro de que la libertad triunfase, pero estimó que luchar por ella era el deber de todo hombre consciente.